# Kakamigahara
Kakamigahara (各務原市, Kakamigahara-shi) est une ville située dans la préfecture de Gifu, au Japon.

## Géographie

### Situation
Kakamigahara est située à l'extrême sud de la préfecture de Gifu, dans la plaine de Nōbi. La ville est bordée par le fleuve Kiso au sud.

### Démographie
En octobre 2019, la population de la ville de Kakamigahara était de 147 801 habitants, répartis sur une superficie de 87,81 km2.

### Climat
La ville a un climat subtropical humide caractérisé par des étés chauds et humides et des hivers doux. La température moyenne annuelle à Kakamigahara est de 15,5 °C. La pluviométrie annuelle moyenne est de 1 939 mm, septembre étant le mois le plus humide.

## Histoire
Kakamigahara a acquis le statut de ville en 1963.

## Transports
La ville est desservie par les lignes ferroviaires Takayama, Meitetsu Kakamigahara et Meitetsu Inuyama. Les gares d'Unuma et Shin-Unuma sont les principales gares de la ville.

## Jumelages
- Tsuruga (Japon) depuis 1989
- Chuncheon (Corée du Sud) depuis 2003